# Clipe

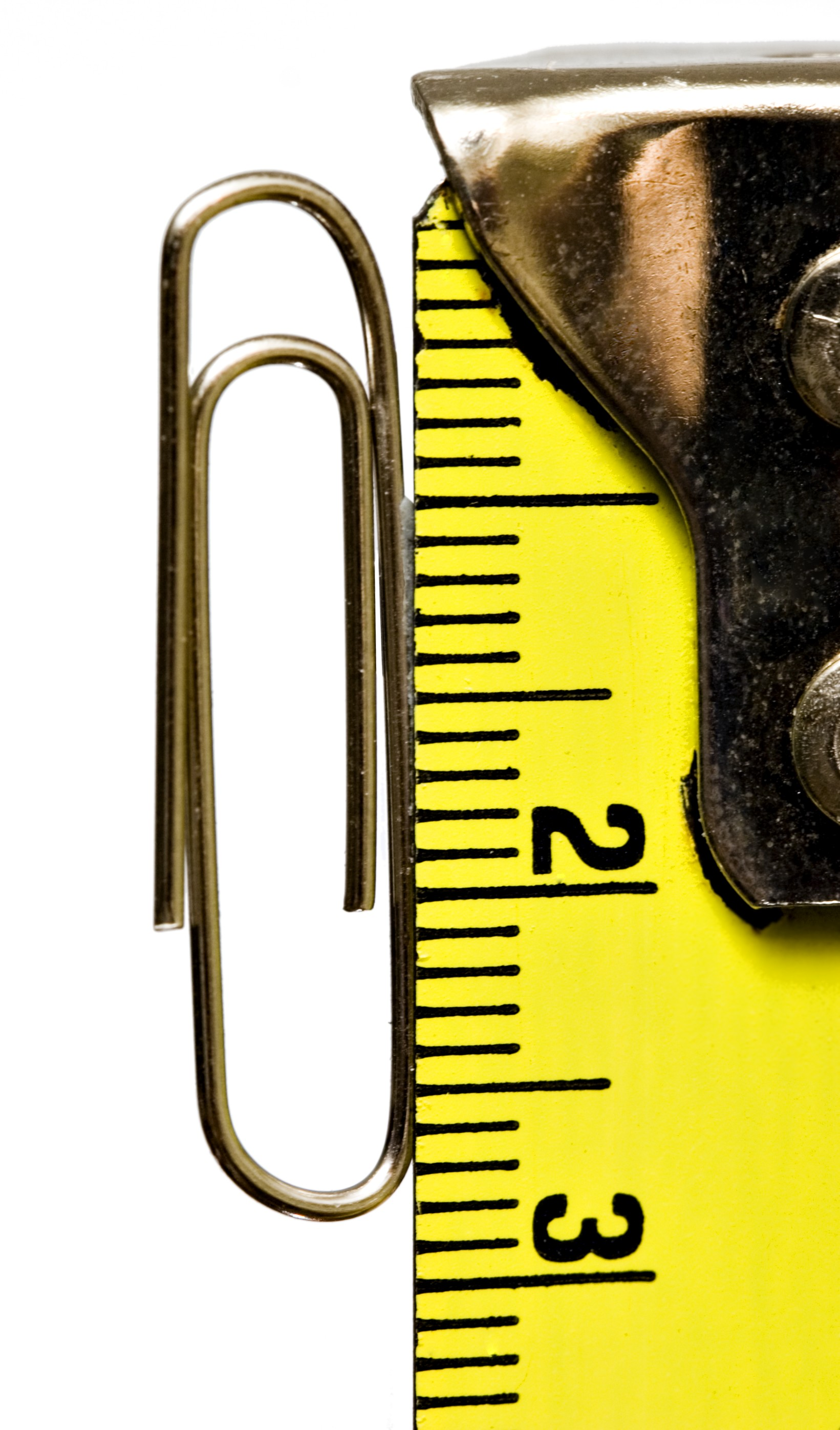
Uma foto de um clipe.

Um clipe é uma pequena peça feita de metal ou plástico, utilizado geralmente para agrupar ou anexar papéis.

## História
A invenção do clipe moderno é, com frequência, atribuída ao inventor norueguês Johan Vaaler, em 1899, que fez um impacto tão grande no país que durante a Segunda Guerra Mundial muitos do país colocavam clipes em suas lapelas como um símbolo de solidariedade contra os nazistas. É por isso que há uma estátua de 23 m de um clipe de papel na Noruega. Enquanto isso, dois inventores americanos—Mateus Schooley e Cornélio Brosnan—tiveram suas patentes próprias do clipe de papel por volta de 1900, também, mas traziam mais melhorias nos clipes existentes do que as invenções originais. Hoje, existem diversos tamanhos, pesos e texturas de clipes de papel, mas apenas duas formas principais. O clipe com base oval-anelada que você está acostumado a ver é chamado de Gem, que veio do projeto de Vaaler. Ele começou a ser produzido em massa na Inglaterra, no início de 1900, e tornou-se padrão na década de 1930. O clipe gótico é retangular com duas alças triangulares.

## O material de fabricação
O primeiro passo no processo de fabricação é escolher o material ideal. A maioria dos clipes é feita a partir de arame de aço galvanizado, que vem em uma variedade de diâmetros. Alguns fabricantes usam um fio de bitola mais leve, por ser mais barato, mas menos duráveis, outros utilizam um fio de calibre mais pesado. Outros variam dependendo do tamanho dos clipes de papel que estão fazendo: os de pequeno porte são muitas vezes feitos de arame fino, enquanto clipes grandes são feitos de um fio de alta resistência. Outra consideração é o limite de elasticidade, que é a quantidade de pressão necessária para remodelar o fio permanentemente. Se o limite de elasticidade aparente é muito baixo, o grampo irá abrir-se quando colocado em torno de documentos e não voltará para trás para manter unida a pilha de papéis. Se for muito alta, o clipe não vai abrir facilmente e o suficiente para colocá-lo em torno dos papéis. A última consideração é o acabamento do fio, que determina se o clipe será brilhante, fosco, liso, ondulado ou revestido de plástico. Os clipes de melhor qualidade usam um aço que é forte o suficiente para manter a forma e flexível o suficiente para dobrar e abrir. Devem ser de material não corrosivo e deixar uma superfície lisa nas pontas, sem rebarbas de metal quando cortada, porque o processo de fabricação não inclui limar as extremidades.

## O maquinário de fabricação
Desde 1930, a maneira de fabricar os clipes não mudou muito. O aço galvanizado vem na forma de bobinas de grandes dimensões e, em primeiro lugar, um trabalhador alimenta a máquina de clipe de papel a partir da extremidade do fio da bobina. A máquina corta o fio e depois passa-o através de três rodas ásperas para dobrá-lo três vezes na forma de clipe Gem. A primeira roda gira o clipe para fazer a primeira curva de 180º, em seguida, a segunda roda faz a segunda curva de mais 180º e a terceira roda faz a curva final, novamente, a 180 graus. Isso acontece rapidamente e a máquina faz centenas de clipes a cada minuto. Os clipes de papel acabados são colocados em caixas abertas, que são então fechadas e seladas.

## A mão de obra na fabricação
Pode parecer que seria preciso muita gente para trabalhar em uma fábrica de clipe de papel tão agitada, mas o processo é em grande parte automatizado. Um trabalhador pode supervisionar dezenas de máquinas, cada uma delas fazendo centenas de clipes a cada minuto ou milhares a cada hora. Os grampos não precisam ser rigorosamente inspecionados para qualidade, devido ao baixo custo, aliado ao fato das máquinas serem muito eficazes em fazer as três curvas e cortar o fio de forma limpa e sem rebarbas. Claro, já que o projeto não mudou em tanto tempo, não há necessidade de mão de obra criativa também. Ao todo, fazer clipes de papel é um processo muito simples e eficiente, para um produto simples e eficiente.